# Wu Jiaxing
Wu Jiaxing (* 29. März 1990) ist ein chinesischer Kugelstoßer.

## Sportliche Laufbahn
Erste internationale Erfahrungen sammelte Wu Jiaxing bei den Hallenasienmeisterschaften in Teheran, bei denen er mit einer Weie von 18,81 m die Bronzemedaille hinter dem Iraner Ali Samari und Tejinder Pal Singh aus Indien gewann. Im Jahr darauf gewann er bei den Asienmeisterschaften in Doha mit neuer Bestleistung von 20,03 m die Silbermedaille hinter dem Inder Singh.

## Persönliche Bestleistungen
- Kugelstoßen: 20,03 m, 22. April 2019 in Doha
  - Kugelstoßen (Halle): 19,56 m, 15. Februar 2019 in Columbus